# 2014年7月拉穆袭击事件
2014年7月5日-6日晚间，武装分子袭击了肯尼亚拉穆县的印地村与塔纳河县的岗巴村，至少29人在袭击中丧生。
当晚11点，約12名男子在印地一处贸易中心开火，并烧毁政府大楼和一处教堂。目击者声称，被袭击者捆绑的男子头部中枪或是惨遭割喉。袭击者声称此次袭击是为报复穆斯林的土地被偷去。據內政部的說法，九人在袭击中丧生，多数受害者为基库尤人。
同日，岗巴亦遭袭击。数十名武装分子闯入警察局，试图劫走因六月中旬襲擊事件被拘留的索马里青年党嫌疑人。在一场被副总警长格雷斯·凯因迪形容为“激战”的枪战过后，现场情况还未确定，囚犯或已逃脱。有20人在袭击中死亡。
青年党宣称对袭击负责。该组织兴起于索马里，近年来也多次在肯尼亚境內發動襲擊，其“复杂的宣传机器”以当地的斯瓦西里语在网站和电台广播。肯尼亚为打击该组织，派兵加入非洲联盟部队进驻索马里。
肯尼亚副总统威廉·鲁托声称此次袭击系政治对手所为：“我们想告诫我们的朋友，不要指望可以利用我國的刑事犯罪分子勒索我們。”他表示，“你如果想搞乱本国，藉此从后门登上權位，這種事不可能在肯尼亚发生 。”Kaindi表示遗留在现场的黑板，表明袭击由分裂组织蒙巴萨共和国运动（MRC）策划。MRC否认在袭击中有任何角色，他说，政府正利用他们当替罪羊。由于肯尼亚政治张力高，反对党领袖拉伊拉·奥廷加利用最近的袭击作为批评政府的契机。
独立安全专家表示，目前尚未确定谁犯下7月5日和6月中旬的罪行。不管出于何种原因，暴力严重损害了肯尼亚所主要依赖的旅游业。